# Samuel Aranda
Samuel Aranda, né en 1979 à Santa Coloma de Gramenet, Espagne, est un photojournaliste espagnol.

## Carrière
Samuel Aranda a commencé à travailler comme photographe pour les journaux El País et El Periódico de Catalunya à l'âge de 19 ans. Deux ans plus tard, il a voyagé au Moyen-Orient, où il a couvert le conflit Israélo–Palestinien pour l'agence de presse espagnole EFE.
En 2004 il a commencé à travailler pour l'Agence France-Presse (AFP), couvrant l'actualité en Europe, en Asie, au Moyen-Orient et en Afrique. L'association photojournaliste ANIGP-TV l'a récompensé pour ses séries de photographies sur les immigrants africains qui tentent de rejoindre l'Europe, avec le Prix National de la Photographie Espagnol. Depuis 2006, il a travaillé comme photojournaliste indépendant.
En 2011 il a couvert le Printemps Arabe en Tunisie, en Égypte, en Libye et au Yémen. En février 2012, il a remporté le World Press Photo de l'Année 2011. Sa photographie lauréate montre une femme embrassant son fils, blessé lors des affrontements contre le régime du Président Ali Abdullah Saleh à Sanaa au Yémen, dans le cadre du Printemps Arabe.